# Antímaco de Teos
Antímaco de Teos (en griego antiguo :  Ἀντίμαχος ὁ Τήϊος) fue un poeta épico griego del siglo VIII a. C. originario de Teos, en la costa de la actual Turquía.
Según cuenta Plutarco, Antímaco observó un eclipse solar en el año 753 a. C., el mismo en que se fundó Roma. Se le atribuye una de las obras del Ciclo tebano, Epígonos, aunque también pudo ser escrita por Antímaco de Colofón.